# Etnische zuivering
Etnische zuivering is een eufemistische term voor de gewelddadige en systematische vervolging van een etnische groep(ering) in een bepaald gebied, om hun leden in aantal te verminderen of naar elders te verdrijven. Het doel van de daders is gewoonlijk om het "gezuiverde" gebied te bestemmen voor de eigen etnische groep.
Indien etnische zuivering gepaard gaat met geplande moord op grote schaal, is er in die gevallen sprake van genocide; doel is dan niet fysieke verdrijving maar vernietiging. De grens met genocide wordt overschreden wanneer verdrijving een massamoord wordt.
Het begrip zuivering wordt soms ook gebruikt wanneer sprake is van een gedwongen assimilatie, die dan weer vaak vooraf gaat aan fysieke verwijdering. Deze geleidelijke schaal geeft aan dat het gaat om een dynamisch en vaak radicaliserend proces.
Verband houdend met de verwijdering (zuivering) en de fysieke vernietiging (genocide) van volksgroepen is het begrip etnoculturele zuivering geconstrueerd: het, in de regel tijdens of na de fysieke zuivering, uitwissen van de herinnering aan de historische culturele aanwezigheid van de verdreven bevolking, zodat het betrokken grondgebied niet meer kan worden voorgesteld als historisch oorspronkelijk leefgebied van een ander volk dan dat wat er thans woont. Voorbeelden hiervan zijn de afbraak van kerken in Turkije na 1919 en van synagoges in Duitsland en Oostenrijk na 1936, alsmede de naoorlogse verwijdering door Polen en de Sovjet-Unie van tot de Duitse geschiedenis behorende, aan personen en gebeurtenissen gewijde monumenten, in de openbare ruimte, in kerken en op kerkhoven, voor zover aanwezig binnen de geannexeerde Duitse provincies (zie Verdrijving van Duitsers na de Tweede Wereldoorlog).

## Redenen
In perioden van oorlogsdreiging, militaire invasie en frontoorlog kan er sprake zijn van het ontvluchten door etnische groepen van een gebied waarin de oorlog wordt of dreigt te worden uitgevochten. Als preventieve maatregel kan de staatsoverheid besluiten een bedreigd gebied, vaak een grensgebied, te ontdoen van bevolkingsgroepen die zij wantrouwt en verdenkt van (het voornemen tot) collaboratie met de vijand. Doorgaans wordt de getalsverhouding tussen etnische groepen in zo'n gebied blijvend gewijzigd wanneer de uitgewezenen later niet kunnen of mogen terugkeren. Na een oorlog kan een grensgebied of een geannexeerd gebied om dezelfde redenen ontdaan worden van (een deel van) zijn bevolking, wanneer deze tijdens de oorlog met 'de vijand' collaboreerde (of daarvan werd beschuldigd). Grote delen van Midden- en Oost-Europa hebben op nationale rechtsgronden, met name de ontzegging van staatsburgerschap en dientengevolge uitwijzing, tussen 1945 en 1948 in etnisch en nationaal opzicht een andere bevolking gekregen dan zij voor de Tweede Wereldoorlog bezaten. Zuivering als straftoepassing, bijvoorbeeld voor al dan niet vermeend landverraad, is pas in de Universele Verklaring van de Rechten van de Mens in 1948 buiten de internationale rechtsorde geplaatst, maar niet met terugwerkende kracht.
Etnische zuivering betreft dus autochtone bevolkingsgroepen die zich in cultuur en religie onderscheiden en niet in de eerste plaats immigrantenminderheden zijn. Dat schept in het Nederlandse taalgebruik een definitieprobleem doordat de bepaling 'etnisch' sinds de jaren zestig van de 20e eeuw vaak beperkt wordt tot (im)migranten, en dan met name die uit zuidelijke, vaak niet-Europese landen. Echter, het begrip 'etnisch' is niet identiek aan 'buitenlands' of 'ras' maar gaat terug op de betekenis ethnos. Dit Griekse woord duidde aanvankelijk op groepen mensen die in politiek, gebruiken en godsdienst met elkaar verbonden waren. Later verschoof de betekenis van het adjectief 'etnisch' naar 'oorspronkelijke volken', gesteld tegenover het begrip 'volk' in de zin van 'moderne natie', bijvoorbeeld zoals in het geval van Belgen als natie en Vlamingen als volk (etnie). Langzaam emancipeerden de Vlamingen zich als natie, maar zij zijn nog altijd geen nationaliteit en bevinden zich op het begripscontinuüm tussen etnie en natie. In België kon de staat langs etnische lijnen wel stap voor stap gefederaliseerd worden nadat eerst een taalgrens, tevens bestuurlijke grens, was vastgesteld. Een dergelijke oplossing blijft kwestieus zoals blijkt uit het geblokkeerde streven naar autonomie van de Catalanen en Basken. Waar de staat een dergelijke autonomie als oplossing niet toestaat, kunnen 'oplossingen' als etnische c.q. nationale zuivering opgelegd worden, zoals bij de uitwijzing van Zuid-Tirolers uit Italië in 1943 en 1944. Een derde van de Tirolers moest het land verlaten totdat de oorlogsomstandigheden dit proces opschortten. Jaren later, in 1972, werd Zuid-Tirol alsnog een autonome regio. Ook de constituering van nationale staten uit de voormalige Joegoslavische deelrepublieken, in de jaren negentig van de 20e eeuw, ging op grote schaal met zuiveringen gepaard. Ook hier speelde het oude motief van de integriteit van een soevereine staat een rol. De nieuwe nationale staten meenden hun zelfstandigheid binnen nieuwe staatsgrenzen alleen te kunnen garanderen wanneer deze politieke grenzen zouden gaan samenvallen met de etnografische grenzen van hun volk.
Op de Kaukasus, een gebied waar volkeren vanouds geografisch extreem door elkaar woonden is pas na het uitroepen van de soevereiniteit in de Sovjetrepublieken een zuivering doorgevoerd om de staatsbevolkingen te homogeniseren. Daarvoor waren oorlogen en territoriale afscheidingen nodig die de minderheden uit de verschillende republieken dwongen uit te wijken naar staatsgebied van hun 'eigen' republiek. Meer dan een miljoen mensen waren hierbij betrokken sinds 1989.

## Europa
Van etnische zuivering was in Europa altijd al sprake en dan vooral als religieuze zuivering, het verwijderen van groepen mensen met een religieuze overtuiging en cultuur die de gezagsdragers in een vorstendom niet welgevallig was. Getalsmatig gedocumenteerde zuiveringen zijn vanaf de 15e eeuw geboekstaafd: Joden en moslims uit Spanje; protestanten uit rooms-katholieke landen. Etnische zuiveringen namen massale vormen aan toen in de 19e eeuw, en aansluitend na de Eerste Wereldoorlog, natiestaten werden opgericht die streefden naar een politiek loyale en nationaal homogene bevolking die zich identificeerde met de dominante taal, cultuur en identiteit. Om dit doel te bereiken werden als beoogde oplossing assimilatieprogramma's doorgevoerd, maar deze hadden hooguit beperkt succes en werkten vaker juist averechts. In de staten die in de 19e eeuw gevormd werden, woonden als regel minderheden die, als ze verwant waren aan de cultuur van een naburige staat, als gevaar ('vijfde colonne') gezien werden voor de nationale integriteit. Al aan het einde van de jaren 1830 boden dreigende oorlogssituaties de mogelijkheid tot etnische zuivering als een radicale en definitieve oplossing. Na de Eerste Wereldoorlog werden deze oplossingen op grotere schaal doorgevoerd.
De eerste etnische zuiveringen in nieuw opgerichte staten vonden plaats op de zuidelijke Balkan. De in de eerste helft van de 19e eeuw op Ottomaans rijksgebied ontstane nationale staten – Griekenland, Servië, Bulgarije – poogden hun grondgebied in opstanden en oorlogen tegen het Ottomaanse Rijk ten koste van resterend Ottomaans rijksgebied te vergroten. De etnische zuiveringen die daarbij een rol speelden hadden soms het karakter van onderlinge bevolkingsuitwisselingen. Met name 'Turken', in de ruime betekenis van moslims die trouw waren aan het Ottomaanse gezag, werden verdreven. Dat gebeurde ook in alle gebieden die door Rusland werden veroverd op het Ottomaanse Rijk en daar betrof het Krim-Tataren en islamitische Kaukasusvolken zoals Tsjerkessen Circassiërs en Tsjetsjenen. De omstandigheden waaronder deze volken werden verdreven waren zodanig primitief en hun ontbeerden vrijwel alle voorzieningen zodat zeer velen het leven moesten laten in epidemieën en hongersnood. Aan het einde van de Eerste Wereldoorlog stortte het multinationale Ottomaanse Rijk in; het werd hervormd tot een strikt nationale Turkse staat, waarin zich het tegengestelde voordeed. In deze staat werden circa een miljoen niet-Turken en niet-islamieten 'weggezuiverd' omdat zij de integriteit van dit nationale maar zwakke staatkundig bouwsel zouden bedreigen. Tegelijk dreven de zuidelijke Balkanlanden, met name Bulgarije en Griekenland, wat op dat moment nog over was van hun Turkse minderheden over de grens. Door de gewelddadigheden waarmee deze zuiveringen aan beide zijden gepaard gingen, kreeg het op veel plaatsen het karakter van een genocide. Dit was zeker het geval waar het de Armeniërs betrof, die door de Geallieerden op Ottomaans grondgebied de vorming van een eigen staat was toegezegd maar daarvoor geen militaire steun kregen en nu voor de Turken 'landverraders' werden, die om het voortbestaan van de nieuwe Turkse staat geëlimineerd werden.
Achteraf werden de zuiveringen vaak in een verdrag geregeld en kregen dan formeel een legalisering als bevolkingsuitwisseling. Het eerste uitwisselingsverdrag was onderdeel van het Verdrag van Lausanne uit 1923 en behelsde de verdragsmatige goedkeuring van zuiveringen die deels al eerder hadden plaatsgevonden en nu werden voltooid. In het geval van de Armeniërs was een dergelijk verdrag onmogelijk omdat de Armeniërs geen staat hadden die als een 'nationaal tehuis' kon dienen: de Russische provincie, later de Sovjetrepubliek Armenië, was te klein en niet direct toegankelijk door het Russisch-Ottomaanse front dat zich inmiddels in noordwestelijk Turkije had gestabiliseerd. Turkse milities dreven de Armeniërs daarom naar het zuiden (de Ottomaanse provincies, later Syrië, Libanon en Irak). De Joden konden evenmin rekenen op steun van een eigen staat: de staat Israël bestond nog niet. Wel werd hen autonomie in het vooruitzicht gesteld in de zogenaamde Balfourverklaring. De Britse geallieerde bezettingsmacht in Palestina, die toen op het grondgebied van het huidige Israël en Jordanië gelegerd was, gaf hen daartoe nog een veiligheidsgarantie hoewel dat Arabische pogroms tegen de al aanwezige Joden niet zou voorkomen.
Voor, tijdens en na afloop van de Tweede Wereldoorlog namen de etnische zuiveringen in Europa, vaak in combinatie met genocide, massale vormen aan. Voordien betrof het miljoenen mensen maar nu nam dat aantal toe tot tientallen miljoenen. Het wijzigen van de staatsgrenzen, zoals met name tussen het voormalige Duitse Rijk, Tsjecho-Slowakije en Hongarije, in het voorspel tot de oorlog, had de uitwijzing tot gevolg van bevolkingsgroepen die verbonden waren met het voormalige staatsgezag. In de oorlog ging dit proces door en nam het in Polen massale proporties aan toen de Duitse bezetter in zijn Poolse annexaties, maar ook de Sovjetautoriteiten in hun annexaties nationaal 'ongewenste' inwoners gingen verdrijven. Na de oorlog betroffen de zuiveringen 12 tot 14 miljoen Duitsers, waaronder de vrijwel totale bevolking van de Oost-Duitse provincies die Polen toen mocht annexeren. Omdat het hier Duitse staatsburgers betrof is het in deze gevallen is het vaak duidelijker om te speken van nationale zuiveringen.
Joden vallen niet zonder meer onder de noemer 'etnische zuivering'. Voor velen van hen was het niet (alleen) etniciteit welke als criterium voor verdrijving en moord werd toegepast, maar godsdienst en ras. Ook die beide criteria waren opportunistisch gedefinieerd; waar het ras betreft niet fysiek-genetisch maar in genealogische afkomst volgens de Neurenberger Rassenwetten. Het in verband brengen van etnische zuivering met de nationaalsocialistische politiek van massamoord en fysieke vernietiging van de Joden wordt door sommigen als een afkeurenswaardige relativering van de Holocaust opgevat. De Holocaust is niettemin een uiterste consequentie van wat als etnische zuivering begon, en in verschillende tijden en landen radicaliseerde tot een uiterste vorm van genocidale vernietiging.
Het begrip 'etnisch zuiveren' als zodanig kwam als vertaling uit het Engels in zwang tijdens de (burger)oorlog in Joegoslavië gedurende de jaren negentig van de 20e eeuw. In totaal beloopt het aantal etnisch gezuiverde Europeanen in de 20e eeuw zo'n 40 miljoen mensen. De etnische zuiveringen op de etnische en nationale minderheden bereikten een dieptepunt in en na de Tweede Wereldoorlog, zoals in naar hun aard geheel verschillende humanitaire misdaden als de vernietiging van de Joden (Holocaust) en de verdrijving van Duitsers na de Tweede Wereldoorlog. Het gevolg van deze processen is dat de Europese staten, met name die in Midden- en Oost-Europa in etnisch, nationaal en religieus opzicht een aanzienlijk homogenere bevolkingssamenstelling hebben gekregen dan voorheen en paradoxalerwijze onder het zich 'internationalistisch' noemende communisme juist echte en wat hun bevolkingssamenstelling betreft 'zuivere' natiestaten konden worden. Deze staatsopvatting wordt 'nationaal communisme' genoemd.

## Methoden
- verjagen van de bevolking uit het door haar bewoonde grondgebied, onder (dreiging van) gewelddadigheid of als systematisch georganiseerde deportatie; ook een formele collectieve ontrechting door het vervallen verklaren van de staatsburgerlijke rechten en onteigening vallen hieronder zoals zij vóór de ratificatie van de universele Verklaring van de Mensenrechten (1948) op grote schaal in Midden-Europa plaatsvond;
- vernietigen of onleefbaar maken van de leefomgeving waarna vertrek of degeneratie van de bewoners plaatsvindt, en de afbraak van dorpen en wijziging van de agrarische functie van leefgebieden waarna de bewoners definitief ter plaatse geen levensvoorwaarde meer hebben;
- gedwongen geslachtsgemeenschap, vaak in de vorm van collectief georganiseerde verkrachtingen, eventueel gevolgd door gedwongen huwelijken, met als gevolg dat nieuwe generaties vervreemden van hun oorsprong. Als historisch voorbeeld gelden Armeense vrouwen in Turkije en als recent voorbeeld gelden de Bosnische moslimvrouwen en de Jezidi-vrouwen in Irak;
- gedwongen bekering tot een 'nationaal correcte' godsdienst (staatsgodsdienst) met een identiteitswijziging als beoogd gevolg. Als historische voorbeelden kunnen de gedwongen bekering (conversie) van Joden en moslims in Spanje en Portugal gelden, waarbij opgemerkt moet worden dat veel joodse bekeerlingen na hun vlucht teruggingen naar hun oude geloof;
- gedwongen sterilisatie zoals voor en in de Tweede Wereldoorlog op Joodse vrouwen werd toegepast en voorts ook op indiaanse vrouwen in Noord-Amerika en Aboriginals in Australië; de sterilisatie van sociaal zwakken in Zweden staat hiermee als methode in verband maar betreft niet een etnische groep;
- vernietigen van cultuurkenmerken van de historische aanwezigheid van een volk, bijvoorbeeld door verwijdering en verwoesting van zijn cultuurgoederen, anders gezegd: door erfgoedvernietiging. Het doel is dan het uitwissen van het collectieve geheugen met betrekking tot de historische aanwezigheid van het betrokken volk. Actuele voorbeelden zijn de verwoesting en afbraak van synagoges in Midden- en Oost-Europa sinds de jaren dertig van de twintigste eeuw, van moskeeën in de Balkanlanden vanaf het midden van de 19e eeuw en opnieuw in de recente Bosnische oorlog, van christelijke (Armeense en Grieks-orthodoxe) kerken in Turkije in de jaren twintig van de twintigste eeuw, recentelijk opnieuw van kerken en synagoges in islamitische landen, met name in Syrië en Irak, en van Armeense kerken in Azerbeidzjan. Vaak wordt het verboden om in oorlogshandelingen deels verwoeste gebouwen weer te herstellen zodat ze vervallen en alsnog opgeruimd moeten worden. Met betrekking tot monumentale ornamentiek (kerkmeubilair, epitafen, opschriften) vond een dergelijke 'culturele genocide' na de Tweede Wereldoorlog ook op grote schaal plaats in de door Polen geannexeerde oostelijke provincies van Duitsland: in kerken waar lutherse ornamenten en opschriften werden verwijderd, door verwijdering of vervanging van in Pools-nationaal opzicht niet correct geachte standbeelden en historische opschriften op openbare gebouwen. Begraafplaatsen werden ontruimd en werden voor nieuwe (Poolse) graven ingericht of kregen een andere bestemming. Voor graven van katholieke geestelijken werd dan wel een uitzondering gemaakt. Ook werden Duitse historische gevelopschriften letterlijk in het Pools vertaald en op dezelfde typografische wijze vormgegeven om authenticiteit te suggereren. In de Conventie over Genocide werd een aanvankelijke bepaling over erfgoedvernietiging verwijderd (1948), maar in de Haagse Conventie van 1954 is zij toch weer opgenomen, hoewel alleen als hun vernietiging tijdens oorlogshandelingen had plaatsgevonden en niet als het een 'opruiming' betrof die na die tijd plaats zou vinden. Recent zijn in Nachitsjevan historische en monumentale Armeense graven verwijderd. Een soortgelijk conflict speelt zich af in India waar enkele moskeeën werden afgebroken omdat zij op de plaats van Hindoetempels zouden zijn gebouwd;
- nationale indoctrinatie zoals in onderwijs en geschiedschrijving, als daarin de kenmerken en de historische aanwezigheid van het betroffen volk verzwegen of ontkend wordt; deze methode strekt zich ook uit tot een nationale aanpassing van benamingen, zoals die van geografische namen en de namen van historische persoonlijkheden, met als voorbeeld de massale vertaling en aanpassing van geografische namen in Polen en Tsjechië na 1945.
- aanpassing van familienamen, beperking van de toegestane voornamen

## Erkenning
Etnische (en nationale) zuivering is een bijzonder gevoelig onderwerp in de nationale geschiedenis van de betrokken landen. Het wordt vaak verzwegen en getaboeïseerd of voorgesteld als een op eigen initiatief ondernomen migratie van bevolkingselementen die niet in de nationale staat thuishoorden, of die uit angst vluchtten voor de berechting van door hen gepleegde misdaden. Voor opname in een gezamenlijke geschiedenis van de landen en volken van Europa lijkt de tijd voor de staten die zuiveringen hebben doorgevoerd nog steeds niet rijp want zij willen geen verantwoording erkennen voor deze gewelddadige nationale homogenisering. Zeker niet als zij recent plaatsvond. Dat is niettemin voor de vorming van een, ook in historisch opzicht, verenigd Europa van wezenlijk belang. Opvallend is daartegenover de toekenning, na 500 jaar, van het Spaanse en Portugese staatsburgerschap aan nakomelingen van de verdreven Sefardiem.

## Etnische zuiveringen in de historie

### Oudheid
- De Babylonische ballingschap verwijst naar de collectieve verbanning van de Joden uit Judea, volgend op de verwoesting van de tempel in Jeruzalem in 586 v.Chr. door de Babyloniërs onder Nebukadnezar II. In Babylon mochten de bannelingen hun geloof blijven belijden. Sommigen, zoals Daniël, verwierven hoge ambtelijke posities. In 539 v.Chr. werd Babylon door de Perzen veroverd en mochten de Joden terugkeren naar Judea. Het Bijbelboek Ezra verhaalt hierover.
- Na een neergeslagen Joodse opstand tegen de Romeinse heersers werd de tempel ten tweeden male verwoest (70 n.Chr). Nu werden alle Joden, zowel die van Judea alsook die van Galilea, verbannen. Een deel van hen verspreidde zich over het noorden van Anatolië en trok vandaar om de Zwarte Zee heen naar het gebied waar nu Oekraïne ligt. Een ander deel vestigde zich in de steden van het Romeinse Rijk waar al generaties lang Joodse gemeenten bestonden, in het bijzonder aan de Afrikaanse Middellandse Zeekusten en in het huidige Spanje.
- Om een onderworpen bevolking te beheersen werd zij vaak door nieuwe machthebbers verstrooid. Met name de gedwongen verhuizing en vestiging tussen de gezagsgetrouwe bevolking was daartoe een middel dat in Europa werd aangewend door, om te beginnen, Karel de Grote. Na de onderwerping van de Saksen door deze Frankische koning werden delen van dit volk naar Frankenland verbannen en daarvan getuigen plaatsnamen nog steeds (bijv. Sachsenhausen). Andersom, en dan is het geen zuivering maar kolonisatie, vestigde Karel gezagsgetrouwe Franken in het land van de Saksen (bijv. Frankenhausen).

### Middeleeuwen

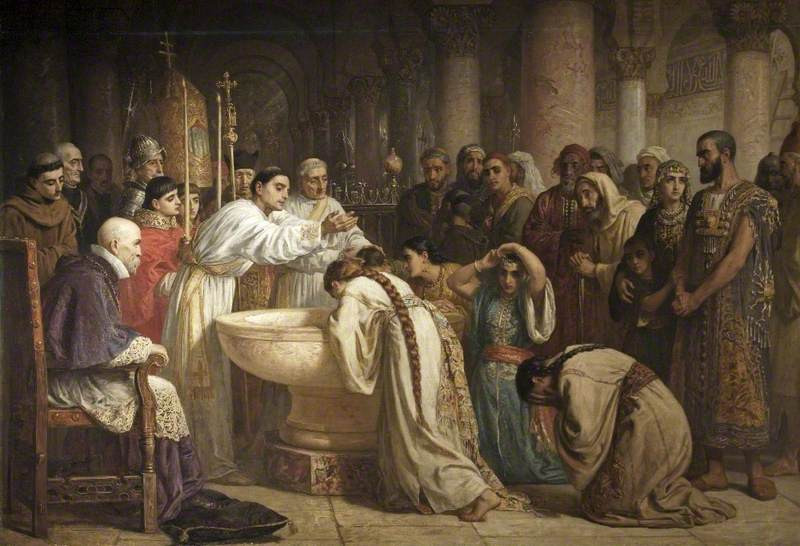
Gedwongen bekering van moslims in Granada in 1500 door aartsbisschop Ximenes.

- Enkele honderdduizenden Joden uit Engeland (1290), Frankrijk en verschillende Duitse staten, vluchtten met name naar Polen (inbegrepen Litouwen en Oekraïne, die toen onder de Poolse Kroon vielen)
- 700.000 Sefardische Joden en een half tot één miljoen moslims (morisco's) uit Spanje (1492-1610); een deel van deze Joden vluchtte eerst naar Portugal en werd daar toegelaten op voorwaarde van een bekering, om naderhand ook vandaar verdreven te worden. Zij vluchtten naar de grote steden van Italië, met name Venetië en Rome en de havenstad Livorno, en naar noordwestelijk Europa (waaronder Amsterdam), Zuid-Amerika en het Ottomaanse Rijk. De morisco's vestigden zich in geheel Noord-Afrika, maar vooral in Marokko waar zij zich in aparte en vaak nog steeds als zodanig herkenbare stadswijken en dorpen vestigden

### Koloniale periode
- Verbanning van meer dan 1 miljoen moslims – Krim-Tataren, Krim-Goten en Nogai uit de stepperegio's Koeban en Boedzjak – naar het Ottomaanse Rijk nadat het kanaat van de Krim in 1783 door Rusland was veroverd.
- Indianen uit het oosten van de Verenigde Staten in de Trail of Tears (1838); daarna de gedwongen concentratie van indianenvolken in zogenaamde reservaten.
- Na de definitieve pacificatie van de Kaukasus in 1864 (na lange jaren van plaatselijke opstanden tegen het Russisch gezag) werden uit de noordelijke Kaukasus meer dan 700.000 moslims – onder anderen bijna 500.000 Circassiërs, ook Tsjerkessen genoemd (Adygeeërs) en bijna 100.000 Tsjetsjenen, voorts ook tienduizenden Dagestanen – uitgewezen naar het Ottomaanse Rijk (zij vestigden zich vooral in Anatolië). In 1877 volgden nog weer 35.000 Abchazen. Zie ook Krimoorlog en Kaukasusoorlogen.
- Oorspronkelijke bewoners van Tasmanië, tot 1876

### 19e eeuw
- Op de zuidelijke Balkan leidde de zelfbevrijding van de christelijke volken binnen het Ottomaanse Rijk tot etnische zuivering. Deze volken stichtten nationale staten in het tweede deel van de 19e eeuw, en dat had de verdrijving van nationaal 'ongewenste' bevolkingsgroepen ten gevolge. Vooral Turken en inheemse moslims werden uit Griekenland, Servië en Bulgarije, in het bijzonder ook uit de tussen Roemenië en Bulgarije verdeelde Dobroedsja verdreven naar Anatolië. In de Balkanoorlogen (1912 en 1913) zouden deze zuiveringen in omvang tot een hoogtepunt toenemen.

### 20e eeuw
- enkele miljoenen moslims werden tijdens de 'pacificatie' van door Rusland van veroverde gebieden in het zuiden van Oekraïne, de Krim en de Kaukasus gedurende de 19e eeuw. Moslims werden met geweld en ten koste van vele slachtoffers verdreven naar het Ottomaanse Rijk.
- 1,8 miljoen Turken en inheemse moslims op de Balkan werden verdreven naar Turkije in de twee Balkanoorlogen en de Eerste Wereldoorlog en zijn nasleep, 1912-1923.
- 1,7 miljoen Armeniërs werden door Turkse milities na moordpartijen geïnterneerd en gedeporteerd uit hun woongebieden in het oosten van Turkije; minstens de helft kwam daarbij om het leven (Armeense Genocide), 1915-1920.
- 1,5 miljoen christelijke Grieken werden verdreven uit Turkije en ruim 0,5 miljoen Turken en achtergebleven Griekse moslims werden uit Griekenland verdreven, althans tegen elkaar uitgewisseld, na de Vrede van Lausanne (1923). Het betrof hier voor het eerst een verdragsmatig gereguleerde bevolkingsuitwisseling, deels als legalisering achteraf omdat ze grotendeels al had plaatsgevonden onder het daaraan voorafgegane oorlogsgeweld.
- 0,4 miljoen Joden werden na hun onteigening en ontrechting uitgewezen of emigreerden onder dwang en dreiging uit Duitsland en Oostenrijk tussen 1933 en 1939.
- 7 miljoen Joden, waarvan naar verschillende opgaven tussen de 5,3 en ruim zes miljoen doelbewust door de nationaalsocialistische autoriteiten vermoord werden. Tussen 1939 en 1945 waren SS-Sondertruppen, en milities van Letten, Litouwers, Galiciërs (Polen) en Oekraïners daarvoor verantwoordelijk. Roemeense fascisten zorgden voor de eliminatie van het grootste deel van de Joden in Roemeens bezette gebieden. Als Duitse bondgenoten leverden Slowakije, Kroatië en in 1944 Hongarije hun Joden aan de SS uit.[1] (Shoah)
- 13.000 Joden en 711.000 Palestijnen (toen nog als Jordaanse Arabieren aangeduid) werden uit hun woongebied verdreven tijdens de Nakba (1929-1948)[2]. Enkele honderdduizenden Palestijnen waren staatsburgerlijk Jordaniërs en omdat daarvan de meesten naar Jordaans staatsgebied vluchtten, waarop zij het staatsburgerschap bezaten, onderscheiden zij zich van de Palestijnen die naar andere Arabische staten vluchtten en aan wie daar tot op heden het staatsburgerschap onthouden wordt.
- 850.000 Joden verlieten onder druk en dreiging de Arabische staten in Noord-Afrika en het Midden-Oosten, en Iran (1948-1967). De meesten van hen gingen naar Israël. Volgende Arabisch-Israëlische oorlogen zouden achtergebleven Joden er opnieuw toe brengen om de Arabische (en ook de Midden-Europese communistische) staten te verlaten.
- 3,2 miljoen Polen werden in de periode 1939-1945 omgebracht of verdreven, met name uit het toenmalige Oost-Polen en uit Litouwen, dat de Sovjet-Unie bezette in 1939, en uit de Duitse annexatiegebieden in het toenmalige westen van Polen, eveneens bezet in 1939. Sovjetautoriteiten en Duitse bezettingsautoriteiten, samen met nationaal-Oekraïense milities, die met de Duitsers samenwerkten, pleegden deze zuiveringen en massamoorden tot aan het einde van de oorlog. Daarna werden ze in de Sovjetannexaties (het voormalige Oost-Polen en de Baltische Landen) tot 1948 op kleinere schaal voortgezet.
- 0,5 miljoen na internering grotendeels omgebrachte Serviërs, Joden en zigeuners die woonden in de Onafhankelijke Staat Kroatië, een in 1941 opgerichte vazalstaat van Duitsland en Italië die Bosnië had mogen annexeren 1941-1945.
- 1,2 miljoen Sovjetburgers werden in de periode 1940-1942 gedeporteerd uit hun woongebieden. Zij behoorden tot volken welke door de Sovjetautoriteiten in het vooruitzicht van een mogelijke Duitse invasie werden gewantrouwd om hun veronderstelde gezindheid tot collaboratie met een Duitse bezettingsmacht. Deze preventieve deportatie trof onder meer de Wolga-Duitsers en de Rusland-Duitsers in Oekraïne. De overlevenden kwamen in Kazachstan en Oezbekistan terecht. Na de feitelijke terugtrekking van de Duitse, Roemeense en Hongaarse legers werden in 1943 en 1944 minderheidsvolken die tijdens de bezetting daadwerkelijk hadden gecollaboreerd gedwongen verhuisd naar met name de Oezbeekse Socialistische Sovjetrepubliek: van de Krim de Krim-Tataren en uit de noordelijke Kaukasus de Karbardinen, Balkaren, Karachaïers, Mesjketen, Tsjetsjenen en voorts kleinere groepen Sovjet-Grieken en Sovjet-Bulgaren. Een kwart tot een derde van hen kwam om. Veel overlevenden en hun nakomelingen mochten na de Stalinperiode naar hun oorspronkelijke woongebieden terugkeren. De Rusland-Duitsers was dat niet toegestaan, maar zij, en onder hen de genoemde Wolga-Duitsers, mochten na 1990 ook emigreren, niet naar hun oorspronkelijk woongebied maar naar Duitsland.
- 0,7 miljoen Bulgaren werden uit Macedonië, Griekenland, Roemenië en Turkije (1912-1923 en 1945-1950) verdreven, ten dele in bilaterale bevolkingsuitwisselingen met Grieken, Roemenen en Turken.
- 16,5 miljoen Duitsers en Oostenrijkers uit Midden en Oost-Europa na de Eerste Wereldoorlog (1918-1922) en na de Tweede Wereldoorlog (1944-1949). Nog steeds is omstreden hoeveel slachtoffers laatstgenoemde 'volksverhuizing' heeft gekost. In totaal waren circa een miljoen Duitsers die in 1944 nog als bewoner geregistreerd stonden in de etnisch gezuiverde gebieden, in 1948 daar en in het resterende Duitse staatsgebied niet meer aanwezig. Natuurlijke sterfte en in oorlogsgeweld gesneuvelde militairen vallen niet onder de noemer van zuiveringsslachtoffer, maar onbekend is hoevelen er direct slachtoffer zijn geworden van geweld en ontbering tijdens hun vlucht, internering en deportatie, of stierven aan de gevolgen daarvan na hun aankomst in het westen. Verschillende vaak politiek gemotiveerde slachtofferdefiniëringen geven daarover andere getallen. Vast staat dat er van ca. 150.000 slachtoffers officiële getuigenisverklaringen over het moment en de omstandigheden van hun sterven zijn afgelegd en in het Bundesarchiv zijn bewaard.
- 1,5 miljoen Esten, Letten en Litouwers vluchtten voor de Sovjetbezetting van hun land (1939-1941) naar met name Duitsland, Finland en Zweden. Een aantal kwam onder de Duitse bezetting in 1941 terug. Voor deze Duitse bezetting vluchtten anderen naar de Sovjet-Unie. In de jaren 1944-1948 vluchtten opnieuw velen voor de bezetting en annexatie door de Sovjet-Unie terwijl anderen juist terugkwamen.
- 0,7 miljoen Finnen (Kareliërs) werden verdreven uit oostelijk Karelië na de Sovjetbezetting en de annexatie van deze Finse provincie in 1939. Sommigen kwamen terug toen Finland met Duitse hulp de provincie in 1941 heroverde, maar moesten in 1945 opnieuw, en nu definitief, vluchten.
- 0,25 miljoen Italianen werden uit het door Joegoslavië geannexeerde Istrië (1945-1948) uitgewezen, voor zover zij niet gevlucht waren.
- 0,9 miljoen Hongaren verlieten onder druk en dreiging de Hongaarse provincies die in 1919 werden toegewezen aan Roemenië, Slowakije en Joegoslavië na de Eerste Wereldoorlog (1918-1922). Nadat Hongarije delen van deze gebieden met Duitse hulp in 1938-1941 weer onder zijn gezag had gebracht, maar ze in 1944-1945 opnieuw had moeten afstaan, vluchtten veel aldaar wonende Hongaren of werden ze opnieuw onder druk gezet om te verdwijnen (1944-1949).
- 8,6 miljoen hindoes, sikhs en 9,1 miljoen moslims in Brits-Indië werden na de onafhankelijkheid en de scheiding van India en Pakistan in 1947 tussen deze staten gedwongen van woonplaats te wisselen; geschat wordt dat minstens één op de tien (ca. 2 miljoen) dat niet overleefden.
- 180.000 Grieks- en 50.000 Turks-Cyprioten na de scheiding van Cyprus (1974-1975) en de Turkse bezetting van het noordelijk deel van het eiland. In verband hiermee werden ook de laatste Grieken uit Istanboel uitgewezen (van de 100.000 nog aanwezig in 1950 zijn er nu nog enkele duizenden achtergebleven).
- 1,5 miljoen Pomaken (moslim-Bulgaren) en Turkse Bulgaren verlieten onder druk Bulgarije (1984-1989) en vestigden zich in Turkije.[3]
- 0,4 miljoen Palestijnen werden uit Koeweit uitgewezen in maart 1991 als represaille voor de steun van hun PLO aan de Iraakse inval.
- 2,2 miljoen Bosniërs, Serven, Kroaten en Kosovaren verlieten hun woonplaatsen gedwongen tijdens de burgeroorlog in Joegoslavië (1991-1999). De meesten zijn inmiddels teruggekeerd, echter niet altijd naar hun oorspronkelijke woonplaatsen.
- na de val van Ceausescu (1989) vertrokken meer dan 300.000 Roemeense Duitsers naar Duitsland, vrijwel alle Zevenburger Saksen en de meeste Banater Zwaben, uit angst voor terugkeer van het regime en een nieuwe afsluiting van de grenzen.
- tussen 1989 en 1994 verlieten minstens 400.000 Azerbeidzjanen (Azeri) tijdens de Oorlog in Nagorno-Karabach onder dwang en dreiging de voormalige oblast Nagorno-Karabach en het omliggende gebied en 300.000 Armeniërs verlieten Azerbeidzjan, met name de hoofdstad Bakoe.
- 230.000 Georgiërs ontvluchtten in 1993 Abchazië als gevolg van het Georgisch-Abchazisch conflict en de afscheidingsoorlog van deze autonome republiek uit het staatsverband van Georgië. 70.000 Osseten verlieten Georgië en tienduizenden Georgiërs ontvluchtten de voormalige Zuid-Ossetische Autonome Oblast tijdens de etnische conflicten tussen beiden in 1991-1992. In 2008 werden ruim 40.000 Georgiërs gedwongen Zuid-Ossetië te verlaten na een Russische interventie. Rusland houdt sinds 2008 Abchazië en Zuid-Ossetië bezet.
- In de oorlog tussen de Rusland en het opstandige Tsjetsjenië verlieten tot 2003 375.000, meest Tsjetsjenen, dat land; velen keerden later weer terug.
- Tutsi's uit Rwanda (genocide) (1992-1994), na de moordpartijen in 1994 waarbij 675.000 omkwamen, keerden de overlevenden grotendeels weer terug.
- Christelijke en animistische Nuer en Dinka's werden uit West- en Zuid-Soedan opgejaagd, verdreven en deels vermoord door milities van het Arabische, mahdistische regime in Soedan.

### 21e eeuw
- Darfoer, verdrijving van de zwarte bevolking door Arabische milities, sinds 2003.
- Vele miljoenen inwoners van Afghanistan, Irak, Syrië en Libië worden vanwege hun afkomst of religie tijdens de burgeroorlogen verdreven of vermoord. Pas na afloop van de oorlogen zal de uiteindelijke balans kunnen worden opgemaakt.[4][5]
- 1 miljoen mensen ontvluchtten het oosten van Oekraïne (regio Donetsk) ten gevolge van de burgeroorlog in 2014, enerzijds verdreven door Oekraïense regeringstroepen anderzijds door de Russischgezinde opstandelingen; Russen gingen naar Rusland en Oekraïners naar westelijkere delen van Oekraïne.[6] Het is discutabel of het hier etnische zuivering betreft of politiek geweld in een burgeroorlog, met de onvermijdelijke slachtoffers en vluchtelingen.
- De burgeroorlog in de Centraal-Afrikaanse Republiek is vanaf 2014 steeds meer ontaard in een etnische zuivering van moslims door christelijke strijdgroepen.
- Enkele honderdduizenden Koerden werden sinds 2015 uit hun woongebieden verdreven door militaire en politionele acties van de Turkse overheid; de meesten bleven binnenslands en gingen naar de grote steden, met name naar Istanboel. Overigens zijn al eerder in de afgelopen decennia honderdduizenden Koerden, na de afbraak van hun dorpen, vertrokken naar de grote steden in Turkije en deels ook geëmigreerd naar met name Duitsland. Sommigen willen in dit verband niet meer spreken van etnische zuiveringen maar van plattelandsmigratie, een term die het gevaar van een eufemisme in zich bergt.
- 400.000 Rohingya-moslims in Myanmar (Birma) vluchtten sinds 2013 onder dreiging en geweld van boeddhisten naar de omringende islamitische staten, met name naar Bangladesh. Nadat Rohingya-strijders op 25 augustus 2017 aanvallen hadden uitgevoerd op politieposten, verdreef het Myanmarese leger in enkele weken 300.000 Rohingya naar Bangladesh, het land van hun voorouders. De dorpen werden afgebrand en tegelijk werden mijnen gelegd om hen te beletten terug te keren. De hoge commissaris voor de Mensenrechten van de Verenigde Naties heeft Myanmar beschuldigd van etnische zuivering.
- De zogeheten Syrische Burgeroorlog, die zich uitbreidde tot een oorlog tegen IS en zich deels ook in Irak afspeelde, is anno 2019 nog steeds niet geheel uitgewoed en de miljoenen die hun woonplaatsen zijn ontvlucht of met geweld zijn verdreven zijn slechts ten dele teruggekeerd. De balans van de etnische zuivering kan nog niet worden opgemaakt. Het is de vraag of etnisch-religieuze groepen die in hun geheel of grotendeels werden getroffen, zoals Jezidi's en christenen, zullen kunnen terugkeren in hun oorspronkelijk woongebied. Inmiddels worden ook Koerden door een Turkse militaire invasie verdreven uit de noordoostelijke grensstreken met Turkije.
- De Oeigoeren, oorspronkelijke bevolking van de Chinese provincie Sinkiang, wordt op dit moment in haar eigen woongebied geconcentreerd en geïnterneerd met het oog op een gedwongen 'heropvoeding' als Chinees staatsburger. Tegelijkertijd worden Chinezen in groten getale in deze provincie gevestigd als kolonisatoren om de Oeigoeren getalsmatig te minoriseren. Assimilatie en minorisering vormen een ook elders toegepast bevolkingsprogramma dat ten doel heeft een ongewenste bevolkingsgroep weliswaar niet fysiek maar cultureel uit te wissen. Betwist kan worden of dit onder de strikte definitie van etnische zuivering valt maar de relatie ermee is onmiskenbaar.
- In de Jemenitische Burgeroorlog zijn sinds 1994 ca. drie miljoen mensen gedwongen uit hun woongebieden vertrokken en hebben vele tienduizenden daarbij het leven gelaten. Het betreft Sjiieten tegenover Soennieten die in verschillende partijen en gesteund door verschillende buitenlandse belanghebbende staten de totale staatsmacht willen verwerven dan wel op een deel van het staatsgebied een eigen staat willen installeren. Daartoe hebben ze delen van het land onder controle van waaruit ze aan hen niet-loyale groepen verdrijven.
- Tijdens de Oorlog in Gaza vanaf 2023 werd Israël beschuldigd van etnische zuivering van de Palestijnse bevolking, door verdrijving naar onder meer de Sinai,[7] en later zelfs van genocide.

## Nederlandse annexatie van Duits grondgebied
Plannen voor de Nederlandse annexatie van Duits grondgebied na de Tweede Wereldoorlog omvatten gebieden als Oost-Friesland, Oldenburg, Westfalen en het Nederrijnland tot en met München-Gladbach en een deel van het Roergebied. In regeringsrapporten, onder gezag van topambtenaar Frits Bakker-Schut uitgewerkt, werd aangegeven dat in het grootste deel de verwantschap met de Nederlandse taal en cultuur groot genoeg was om assimilatie mogelijk te maken, hoewel tegelijk werd gesteld dat Duitsers er dienden te verdwijnen. Of assimilatie succes zou hebben gehad valt overigens zeer te betwijfelen. In de uiteindelijk tijdelijke en minimale annexaties van Elten en Tudderen werd naast Duits ook Nederlands op school onderwezen. De bevolking verwierf hiermee een zekere mate van tweetaligheid.